# Coyuca de Catalán
Coyuca de Catalán, é uma cidade do estado de Guerrero, no México.